# Copa Sevilla 2007
Il Copa Sevilla 2007 è stato un torneo di tennis facente parte della categoria ATP Challenger Series nell'ambito dell'ATP Challenger Series 2007. Il torneo si è giocato a Siviglia in Spagna dal 10 al 16 settembre 2007 su campi in terra gialla.

## Vincitori

### Singolare
Frederico Gil ha battuto in finale  Pablo Andújar con il punteggio di 6–1, 6–3.

### Doppio
Marcel Granollers /  Santiago Ventura hanno battuto in finale  Miquel Perez Puigdomenech /  Jose-Antonio Sanchez-De Luna con il punteggio di 6–3, 6–3.